# Tóth Alex
Tóth Alex László (Budapest, 2005. október 23. –) magyar válogatott labdarúgó, jelenleg a Ferencváros középpályása.

## Pályafutása

### Klubcsapatokban

#### Ferencváros
Első élvonalbeli mérkőzését 2023. május 20-án játszotta a zöld-fehér klub színeiben, a Debreceni VSC ellen. A 2023–24-es szezon végén bajnoki címet ünnepelhetett a Ferencváros játékosaként.
2025. április 20-án a Nyíregyháza Spartacus ellen 7–0-ra megnyert bajnoki mérkőzésen szerezte első gólját a zöld-fehérek első csapatában, a találkozón a csapattársainak 2 gólpasszt is kiosztott.

### A válogatottban
Tóth 2022 óta a magyar korosztályos labdarúgó-válogatottak tagja. 2025. március 10-én először kapott meghívót a magyar válogatott keretébe, Marco Rossi szövetségi kapitánytól.

## Statisztika

### Klubcsapatokban
2025. augusztus 19-i állapot szerint.
| Klub                  | Szezon         | Bajnokság      | Bajnokság | Bajnokság | Kupa  | Kupa  | Nemzetközi | Nemzetközi | Egyéb | Egyéb | Összesen | Összesen |
| Klub                  | Szezon         | Liga           | Mérk.     | Gólok     | Mérk. | Gólok | Mérk.      | Gólok      | Mérk. | Gólok | Mérk.    | Gólok    |
| --------------------- | -------------- | -------------- | --------- | --------- | ----- | ----- | ---------- | ---------- | ----- | ----- | -------- | -------- |
| Ferencváros II        | 2022–23        | NB III         | 24        | 0         | —     | —     | —          | —          | —     | —     | 24       | 0        |
| Ferencváros II        | 2023–24        | NB III         | 14        | 1         | —     | —     | —          | —          | —     | —     | 14       | 2        |
| Ferencváros II        | Összesen       | Összesen       | 38        | 2         | —     | —     | —          | —          | —     | —     | 38       | 2        |
| Ferencváros           | 2022–23        | NB I           | 2         | 0         | —     | —     | —          | —          | —     | —     | 2        | 0        |
| Ferencváros           | 2023–24        | NB I           | 5         | 0         | 1     | 0     | —          | —          | —     | —     | 6        | 0        |
| Ferencváros           | 2024–25        | NB I           | 17        | 2         | 5     | 0     | 5          | 0          | —     | —     | 27       | 2        |
| Ferencváros           | 2025–26        | NB I           | 2         | 0         | —     | —     | 5          | 0          | —     | —     | 7        | 0        |
| Ferencváros           | Összesen       | Összesen       | 26        | 2         | 6     | 0     | 10         | 0          | —     | —     | 42       | 2        |
| Soroksár (kölcsönben) | 2023–24        | NB II          | 9         | 0         | —     | —     | —          | —          | —     | —     | 9        | 0        |
| Soroksár (kölcsönben) | 2024–25        | NB II          | 14        | 0         | —     | —     | —          | —          | —     | —     | 14       | 0        |
| Soroksár (kölcsönben) | Összesen       | Összesen       | 23        | 0         | —     | —     | —          | —          | —     | —     | 23       | 0        |
| Teljes karrier        | Teljes karrier | Teljes karrier | 87        | 4         | 6     | 0     | 10         | 0          | —     | —     | 103      | 4        |

Jegyzetek
1. ↑  Mérkőzése(i) a Bajnokok Ligája selejtezőjében, illetve az Európa-iga alapszakaszában és egyenes kieséses szakaszában
2. ↑  Mérkőzése(i) a Bajnokok Ligája selejtezőjében

### A válogatottban
| Magyarország | Magyarország | Magyarország |
| Év           | Mérk.        | Gólok        |
| ------------ | ------------ | ------------ |
| 2025         | 3            | 0            |
| Összesen     | 3            | 0            |

### Mérkőzései a válogatottban
| Magyarország | Magyarország      | Magyarország           | Magyarország | Magyarország | Magyarország | Magyarország    | Magyarország | Magyarország |
| #            | Dátum             | Helyszín               | Hazai        | Eredmény     | Vendég       | Kiírás          | Gólok        | Esemény      |
| ------------ | ----------------- | ---------------------- | ------------ | ------------ | ------------ | --------------- | ------------ | ------------ |
| 1.           | 2025. március 23. | Budapest, Puskás Aréna | Magyarország | 0 – 3        | Törökország  | Nemzetek Ligája | -            | 60'          |
| 2.           | 2025. június 6.   | Budapest, Puskás Aréna | Magyarország | 0 – 2        | Svédország   | barátságos      | -            | 61'          |
| 3.           | 2025. június 10.  | Baku, Dalğa Arena      | Azerbajdzsán | 1 – 2        | Magyarország | barátságos      | -            | 58'          |
|              | Összesen          |                        |              | 3            | mérkőzés     |                 | 0            | gól          |

## Sikerei, díjai

### Klubcsapatban
Ferencváros
- Magyar bajnok (2): 2023–24, 2024–25[4]
- Magyar kupa-ezüstérmes (2): 2023–24, 2024–25

### Egyéni
- A 2024–25-ös idény felfedezettje (RangAdó díjátadó, 2025. május 27.)[5]